# 멀리서 보면 푸른 봄
멀리서 보면 푸른 봄은 대한민국의 만화가 지늉의 연재중인 웹툰이다. 단순히 아름다운 푸른 청춘으로 포장되기 쉬운, 젊은이들의 현실적인 고민과 갈등을 진솔하게 풀어나가며 많은 젊은 독자들의 공감과 호응 속에 큰 인기를 모았다. 이 작품은 2014년 4월 12일에 연재를 시작하였으며 2015년 2월 7일에 시즌 1이 완결되었고 시즌 2는 2015년 5월 30일에 시작하여 2017년 2월 4일에 완결되었다. 시즌 3은 2017년 12월 30일에 연재를 시작하여 아직 연재중이다. 단행본은 현재 3권까지 나와있으며 출판사는 책들의 정원이다.

## 드라마

### 오디오 드라마
- 2015년 한류문화인진흥재단 프로젝트 후원을 받아 오디오 드라마로 제작 되었다.[1]

### 실사화 드라마
- KBS 2TV《멀리서 보면 푸른 봄 (2021년 6월 ~ 2021년 7월)》